# Piotr Strzała
Piotr Strzała z Sosnowic herbu Kotwicz (zm. po 22 czerwca 1605 roku) – burgrabia krakowski w latach 1571–1588, sędzia ziemski Księstwa Oświęcimsko-Zatorskiego w latach 1564–1604, deputat do odbierania kwarty, poborca w województwie krakowskim, poseł województwa krakowskiego na sejm piotrkowski 1565 roku, 1566, 1567 i 1569 roku, sejm 1570 roku, sejm 1572 roku, sejm konwokacyjny 1573 roku, sejm koronacyjny 1574 roku, sejm koronacyjny 1576 roku, sejm 1576/1577 roku, sejm 1579/1580 roku, sejm 1581 roku, poseł księstw zatorskiego i oświęcimskiego na sejm 1582 roku, poseł województwa krakowskiego na sejm konwokacyjny 1587 roku, sejm koronacyjny 1587/1588 roku, sejm 1590 roku, sejm 1590/1591 roku. Poseł na sejm 1578 roku z księstw oświęcimskiego i zatorskiego.
Był podwojewodzim krakowskim w latach 1565–1573.
Był sygnatariuszem aktu unii lubelskiej 1569 roku.
Był wyznawcą kalwinizmu.